# Odu
Odu (gr. Οδού) – wieś w Republice Cypryjskiej, w dystrykcie Larnaka. W 2011 roku liczyła 213 mieszkańców.